# Бычково (Старорусский район)
Бычково — деревня в Старорусском районе Новгородской области в составе Наговского сельского поселения.

## География
Находится в южной части Новгородской области на расстоянии приблизительно 20 км на запад-северо-запад по прямой от железнодорожного вокзала города Старая Русса.

## История
На карте 1840 года уже была обозначена. В 1908 году здесь (Старорусский уезд Новгородской губернии) было учтено 58 дворов.

## Население
Численность населения: 229 человек (1908 год), 56 (русские 98 %) в 2002 году, 53 в 2010.